# نیو لاندن، جزیره پرنس ادوارد
نیو لاندن، جزیره پرنس ادوارد (به انگلیسی: New London, Prince Edward Island) یک منطقهٔ مسکونی در کانادا است که در کوینز، جزیره پرنس ادوارد واقع شده‌است.
قبلاً به عنوان کلیفتون و قبل از آن، گراهام کرنر شناخته می‌شد. نیو لندن در درجه اول یک جامعه کشاورزی و ماهیگیری است که دارای مزارع مرتب و منظم و تپه‌های آرام می‌باشد و مناظر شبانگاهی اطراف بندر شلوغ را فراهم می‌کند. در دهه‌های اخیر گردشگری به‌طور فزاینده ای در اقتصاد جامعه نقش مهمی داشته‌است.
لوسی مود مونتگومری، یکی از مشهورترین نویسندگان کانادا، در تاریخ ۳۰ نوامبر ۱۸۷۴ در نیو لندن متولد شد. او ۲۳ کتاب نوشت، از جمله یک مجموعه داستان کوتاه و یک گلچین شعر، اما بیشتر او را برای کتاب آن گرین گیبلز می‌شناسند.

## مکان‌های مهم
نیو لاندن در نزدیکی رود Sutherland Creek قرار گرفته. موقعیت مکانی پارک Panorama Park Clinton نیز در نزدیکی منطقهٔ نیو لاندن است. اطراف این منطقه را زمین‌های کشاورزی زیادی پوشانده‌است. کلیسای St John's Presbyterian Church نیز در این مکان قرار دارد